# Der Takyr
Der Takyr (russisch Такыр, von kirgisisch: „glatt“, „kahl“) ist eine Erzählung des russischen Schriftstellers Andrei Platonow (1899–1951) aus dem Jahr 1934. Der Begriff „Takyr“ im Titel bezieht sich auf die gleichlautende geologische Fachbezeichnung für abflusslose Salztonebenen mit Trockenrissen in Turkmenistan und anderen zentralasiatischen Regionen.

## Handlung

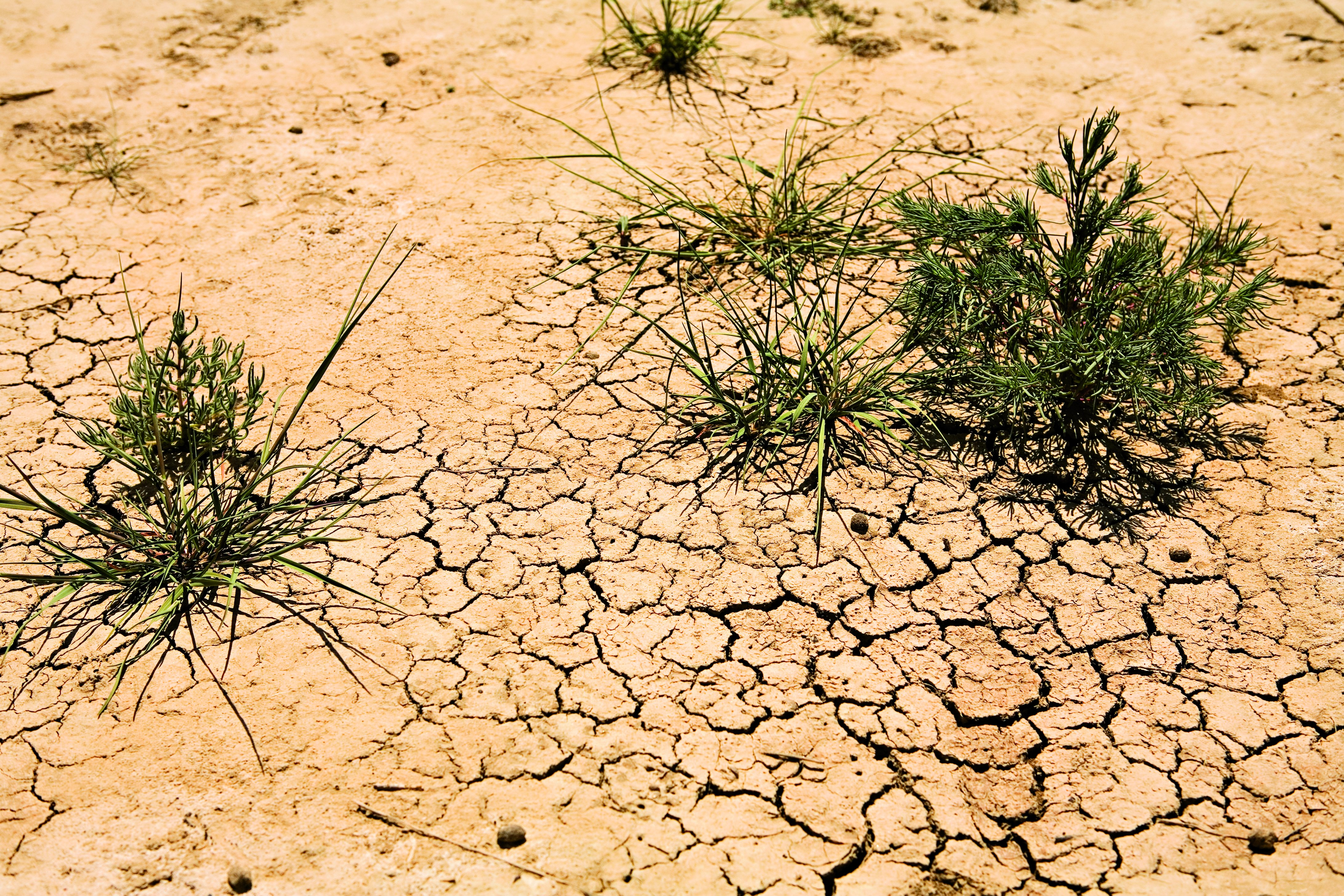
Turkmenische Salztonebene

Die Perserin Sarrin-Tadsh wird, zusammen mit 13 anderen, überwiegend weiblichen Gefangenen, von einer Gruppe turkmenischer Reiter aus ihrer Heimat entführt und fristet von da an ihr hoffnungsloses Dasein als Sklavin eines Nomadenstamms in der für sie fremden turkmenischen Wüste – einer überaus kargen, äußerst lebensfeindlichen Umgebung, geprägt von den titelgebenden Takyren. Sarrin-Tadsh wird die jüngste mehrerer Ehefrauen des über 40 Jahre alten Atach-Baba, der, ohne wirklich Rücksicht auf ihre Verfassung (geschweige denn auf ihre Zustimmung) zu nehmen, nach Belieben mit ihr schläft. Der in der Erzählung häufig thematisierte Sexualakt wird von Platonow durchgehend implizit, unter anderem mit Verben wie „umarmen“ oder „nehmen“, umschrieben. Die älteren Frauen reagieren mit Eifersucht, Schadenfreude oder Aggressionen auf die Konkurrentin.
Zum Zeitpunkt der fußläufigen Überführung nach Turkmenistan ist Sarrin-Tadsh bereits von einem kurdischen Hirten im zweiten Monat schwanger. Als ihre Tochter Dshumal zur Welt kommt, wird diese zu Sarrin-Tadshs einzigem Trost im monotonen, harten Nomadenleben, das sich vor allem um die Beschaffung des in der Wüste so raren lebenswichtigen Wassers dreht. Im Alter von etwa 12 Jahren wird Dshumal in einer Nacht, in der ein Fremder das Nomadenvolk in dessen neuer Niederlassung, einem Steinturm, mit seinem Besuch überrascht, auf dem umliegenden Takyr von Atach-Baba vergewaltigt. Als dieser sie bereits als Braut an den alten Oda-Kara verkauft hat, wird Dshumal jedoch mit ihrer pestkranken Mutter im Turm zurückgelassen, da die Männer fürchten, sich sonst mit der todbringenden Krankheit anzustecken. Auf diese Weise befreit das Mädchen sich von seiner bisherigen Versklavung.
Bald stirbt Sarrin-Tadsh, doch Dshumal kann dank der fürsorglichen Hilfe des Fremden – eines flüchtigen österreichischen Kriegsgefangenen namens Stefan Katigrob – überleben. Sechs Jahre lang leben sie zusammen im Schutz des Steinturms, bevor Dshumal eines Nachts in der Ferne Schüsse hört und, bewaffnet mit einem Dolch, auf ihrem Esel davonreitet. Nachdem der Esel am Trinkwasser aus einem vergifteten Brunnen verendet, trifft sie wieder auf Atach-Baba und Oda-Kara. Als Letzterer sich ihr nachts aufdrängt, ersticht sie ihn mit ihrem Dolch, entwendet den anderen, während diese schlafen, alle Gewehre, befreit die Pferde und reitet davon. Bald darauf begegnet sie Rotarmisten, die von ihr Angaben zu Atach-Babas Basmatschen-Bande verlangen.
10 Jahre später trägt Dshumal europäische Kleidung und den Familiennamen ihrer Mutter, Tadshijewa, hat die Hochschule für Landwirtschaft absolviert und in Aschchabad und Taschkent gelebt. Als sie im Rahmen eines Arbeitsauftrags in die Karakum-Wüste entsandt wird, entschließt sie sich, den Turm und den Takyr von einst wieder aufzusuchen. Den Österreicher, nach dem sie sich all die Jahre vergeblich umgehört hat, findet sie dort tot vor. Er hat auf dem Grab ihrer Mutter jedoch noch einen Grabstein hinterlassen, an dem eine seltene Pflanze wächst. Daraus schließt Dshumal, dass sie am eigentlichen Ziel ihrer Reise angelangt ist – einem Naturschutzgebiet für aussterbende Pflanzen.

## Hintergrund
Für Platonow schien Anfang der 1930er Jahre die Frauenfrage in den islamischen Sowjetrepubliken durch die Befreiung von der islamisch-patriarchalischen Despotie gelöst. Die individuelle Befreiung Dshumals in der Erzählung steht auf den ersten Blick auch für die gesellschaftliche Befreiung der asiatischen Republiken durch die Rote Armee, welche jedoch die Zwangsassimilation der Bevölkerung nach sich zog. Nach einer desillusionierenden Reise nach Turkmenistan im Jahr 1934 änderte sich Platonows Perspektive. Nun stand für ihn der hohe von dem Nomadenvolk zu zahlende Preis dieser Assimilation im Vordergrund: die Zerstörung der (wilden) Seele, die durch die aussterbenden Pflanzen symbolisiert wird. Für die domestizierte rationalistische Moderne steht die Landwirtschaftliche Hochschule. Platonow, der als Ingenieur mit den Bewässerungsprojekten in der Sowjetunion vertraut war, erkennt auch die ökologische Bedrohung des Takyr durch die moderne Bewässerungstechnologie, welche die natürlichen Feuchtgebietsinseln im Takyr zerstört. Auch in seinem Roman Dshan oder Die erste sozialistische Tragödie (Dshan, der Name des Volkes, bedeutet „Seele“) erzählt er von einem Nomadenvolk, das auf seinem Leidensweg durch die Wüste eine neue Seele erlangt.

### Deutsche Textausgaben
- Andrej Platonow: Der Takyr. Übersetzt von Larissa Robiné. In: Lola Debüser, Herbert Krempien (Hrsg.): In der schönen und grimmigen Welt. Ausgewählte Prosa. Band 1. Verlag Kultur und Fortschritt, Berlin 1969, S. 83–108. (2. und 3. Aufl. In der schönen und grimmigen Welt im Verlag Volk und Welt, Berlin 1975 / 1981)
- Andrej Platonow: Der Takyr. Übersetzt von Kay Borowsky. In: Siegfried Heinrichs (Hrsg.): Das Volk Dshan. Der Takyr. Die Baugrube. Erzählungen – Briefe – Fotos – Dokumente. Oberbaum-Verlag, Berlin 1992, ISBN 978-3-926409-79-9.

### Sekundärliteratur
- Hans Günther: Andrej Platonow. Biographie. Leben – Werk – Wirkung. 1. Auflage. Suhrkamp Verlag, Berlin 2016, ISBN 978-3-518-46737-4.
- Philip Ross Bullock: The Feminine in the Prose of Andrey Platonov. Taylor & Francis, 2005. Neuauflage Routledge 2017.